# Claremont (Australia Occidentale)
Claremont è un sobborgo situato nell'area metropolitana di Perth, in Australia Occidentale; esso si trova 9 chilometri ad ovest del centro cittadino ed è la sede della Città di Claremont.

## Storia
La zona in cui sorge Claremont era abitata fin da tempi antichissimi da popolazioni aborigene di etnia Nonngar, che avevano qui i loro campi di caccia e raccolta e la cui ultima comunità venne allontanata dopo la fine della seconda guerra mondiale dal governo della vicina Città di Nedlands (in quell'area è stata poi costruita una high school).
Le origini dell'insediamento da parte di colonizzatori europei datano al 1851. Qui si stabilirono alcuni soldati che, dopo le guerre napoleoniche, erano stati lasciati liberi dall'esercito e si reinventarono come guardie dei prigionieri mandati in Australia dal governo britannico. Ognuno di loro ebbe un appezzamento di terreno coltivabile in una zona strategica che si trovava fra Perth e Fremantle, anche se quasi nessuno di loro aveva esperienza di agricoltura prima di allora. Delle 19 famiglie originarie, alcune lasciarono molto presto mentre altre vendettero una volta passati i primi 7 anni dal momento dell'insediamento (solo dopo quel termine infatti diventavano legalmente proprietari dei terreni). Durante i primi anni i prigionieri lavoravano per costruire alcune strutture pubbliche del villaggio e per assicurare la necessaria manutenzione alla strada che collegava le due città, che stavano man mano guadagnando importanza.
Negli anni che vanno dal 1870 al 1900 i terreni di Claremont vennero tutti acquistati per motivi speculativi, in attesa di essere suddivisi in lotti edificabili e successivamente rivenduti (quasi nessuno di questi speculatori costruiva la propria residenza a Claremont, erano quasi tutti mercanti che abitavano in altre zone dell'Australia Occidentale). Il fatto che diede il maggior impeto alla crescita dell'economia di Claremont fu l'apertura della ferrovia che univa Perth e Fremantle nel 1881, con la successiva costruzione di una fermata intermedia in corrispondenza dell'abitato.
Fra il 1896 ed il 1902 ci fu uno sviluppo tumultuoso, con le costruzioni che crebbero in numero da 76 a 469 in soli sei anni. Nel 1898 Claremont venne dichiarata municipalità. Negli anni che precedettero la prima guerra mondiale la città crebbe e consolidò il suo profilo, divenendo successivamente un sobborgo residenziale dell'area metropolitana di Perth.